# 칸테미롭스카야역
칸테미롭스카야역(러시아어: Кантемировская)은 모스크바 지하철 자모스크보레츠카야 선의 역이다. 모스크바 남부 행정 구역의 지상에 위치한다.

## 역사
본 역은 1984년 12월 30일에 문을 열었다가, 홍수가 발생하여 바로 다음날 문을 닫았다. 1985년 2월 9일에 재개장하였다.